# Thomas Hoye
Thomas Robert Hoye (* 19. Juni 1950 in New Castle, Pennsylvania) ist ein US-amerikanischer Chemiker (Organische Chemie). Er ist Hochschullehrer an der University of Minnesota.
Hoye studierte an der Bucknell University mit dem Bachelor- und Master-Abschluss 1972 und wurde 1976 an der Harvard University bei Robert B. Woodward mit der Arbeit Total synthesis of illudinine, illudalic acid, and illudacetalic acid promoviert. 1976 wurde er Assistant Professor und 1988 Professor an der University of Minnesota. Er ist dort Merck Professor für Chemie.
Er befasst sich mit Totalsynthese von Naturstoffen und der Entwicklung der dazu nötigen Synthesemethoden (unter anderem synthetische Anwendung von Fischer-Carbenen). Außerdem befasst er sich mit Strukturbestimmung von Naturstoffen und NMR-Analyse und Methodologie (wie No D NMR, No Deuterium Proton NMR), Stereochemie und Symmetrie, Medikamentenzufuhr mit Nano-Partikeln, nachhaltigen Polymeren (Polyurethane aus biologischen Lactonen) und Polymersynthese und mit Peptiden.
Unter anderem gelang seiner Gruppe in jüngster Zeit die Totalsynthese von Okilatomycin, Pelorusid A, Leuconolam, Callipeltosid A und 2005 die Aufklärung des Haupt-Pheromons der Wanderung von Seeneunaugen (Petromyzonamine disulfate, PADS).
Er führte mit seiner Gruppe 2012 die Hexadehydro-Diels-Alder-Reaktion (HDDA) ein, die aromatic ene reaction und sie führten Kohlenwasserstoff-Desaturierung durch Arine (Benzyne) ein.
2016 erhielt er den Robert Robinson Award. 1985 bis 1989 war er Sloan Research Fellow.